# 莱尔 (纽约州)
莱尔（英語：Lisle）是位于美国纽约州布鲁姆县的一个镇，地处布鲁姆县西北部、宾汉姆顿以北。2010年美国人口普查时，该镇有2751人。最早的定居者于1791年左右到达此地。1801年，莱尔镇正式成立。